# Henri Le Sidaner

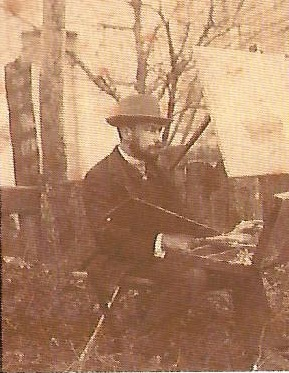
Henri Le Sidaner in Étaples. Um 1885.

Henri Le Sidaner (* 7. August 1862 in Port Louis, Mauritius; † 16. Juli 1939 in Paris) war ein französischer Maler.

## Leben
Henri Le Sidaner war der Sohn eines Schiffskapitäns. Nach dem Krieg 1870/71 kehrte die Familie Le Sidaner nach Frankreich zurück und ließ sich in Dünkirchen (Département Nord) nieder. Dort bekam Le Sidaner durch den Historienmaler Alexandre Desmit seinen ersten künstlerischen Unterricht. Mit dessen Unterstützung wurde Le Sidaner im Frühjahr 1882 an der École des Beaux-Arts in Paris aufgenommen und wurde dort u. a. Schüler von Alexandre Cabanel.
Henri Le Sidaner gründete die Künstlerkolonie von Étaples, als er im Sommer 1882 in das damalige Fischerdorf kam, um sich dort niederzulassen. Er sagte, er wolle durchatmen, eine Luft- und Naturkur machen, weit weg von Paris, wo sich die akademischen Maler und die Impressionisten bekämpften. 1884 bezog er das Hotel Loos. Dort blieb er bis 1893, arbeitete meist in Einsamkeit und seine Werke aus dieser Zeit zeigen eine Nähe zum Realismus von Jean-Charles Cazin.

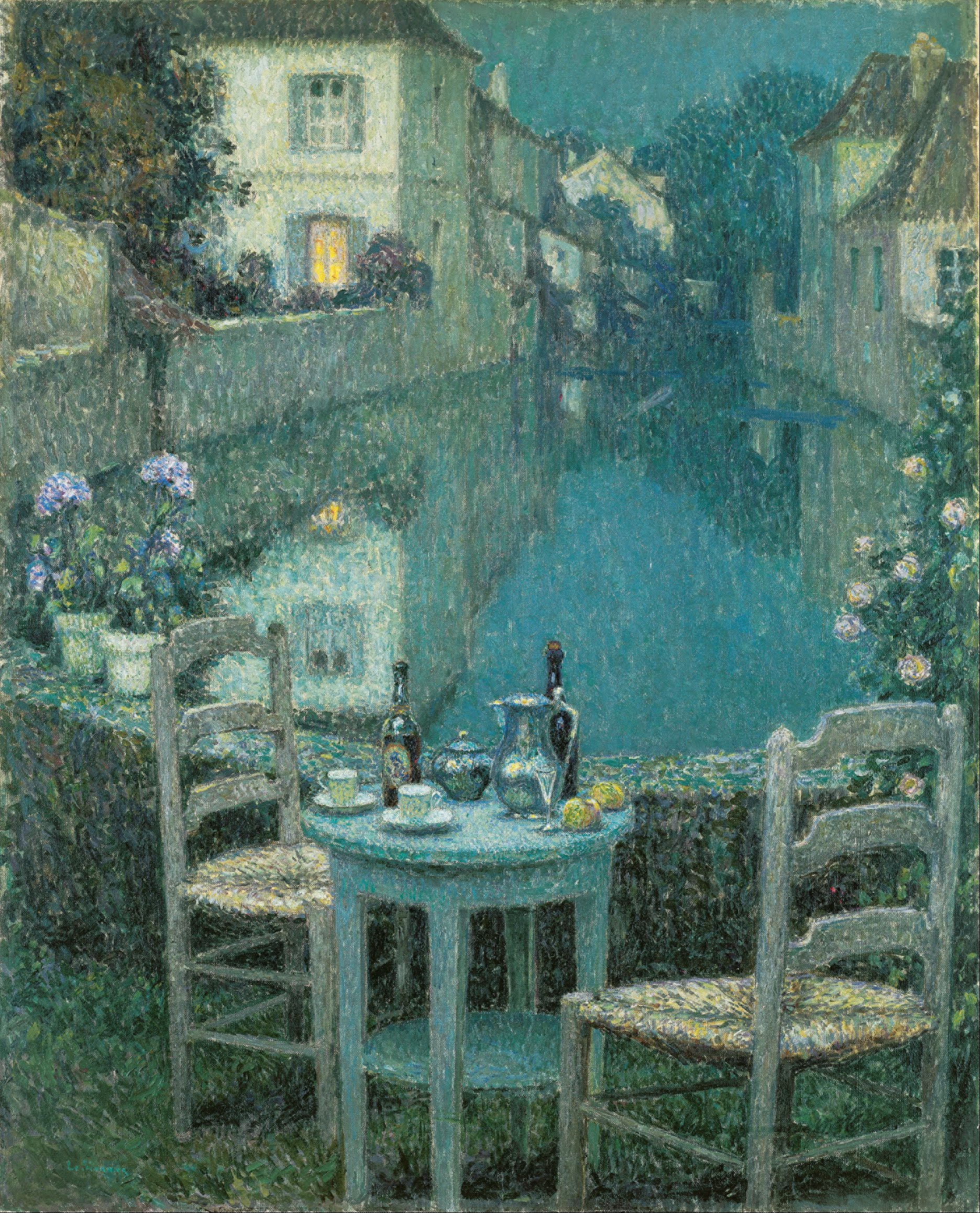
Henri Le Sidaner: Kleiner gedeckter Tisch in der Abenddämmerung, 1921. Ōhara-Kunstmuseum, Kurashiki, Präfektur Okayama, Japan

Durch Cabanels Unterstützung wurde Le Sidaner bald auch zu den großen Jahresausstellungen des Salon de Paris zugelassen. Le Sidaner traf den Geschmack der Zeit und konnte schon bald künstlerische wie auch finanzielle Erfolge vorweisen. Neben den Ausstellungen des Salons, an denen er nun regelmäßig teilnahm, konnte er auch mehrfach in den Galerien von Henri Petit (Paris) und den Goupil Galleries (London) ausstellen.

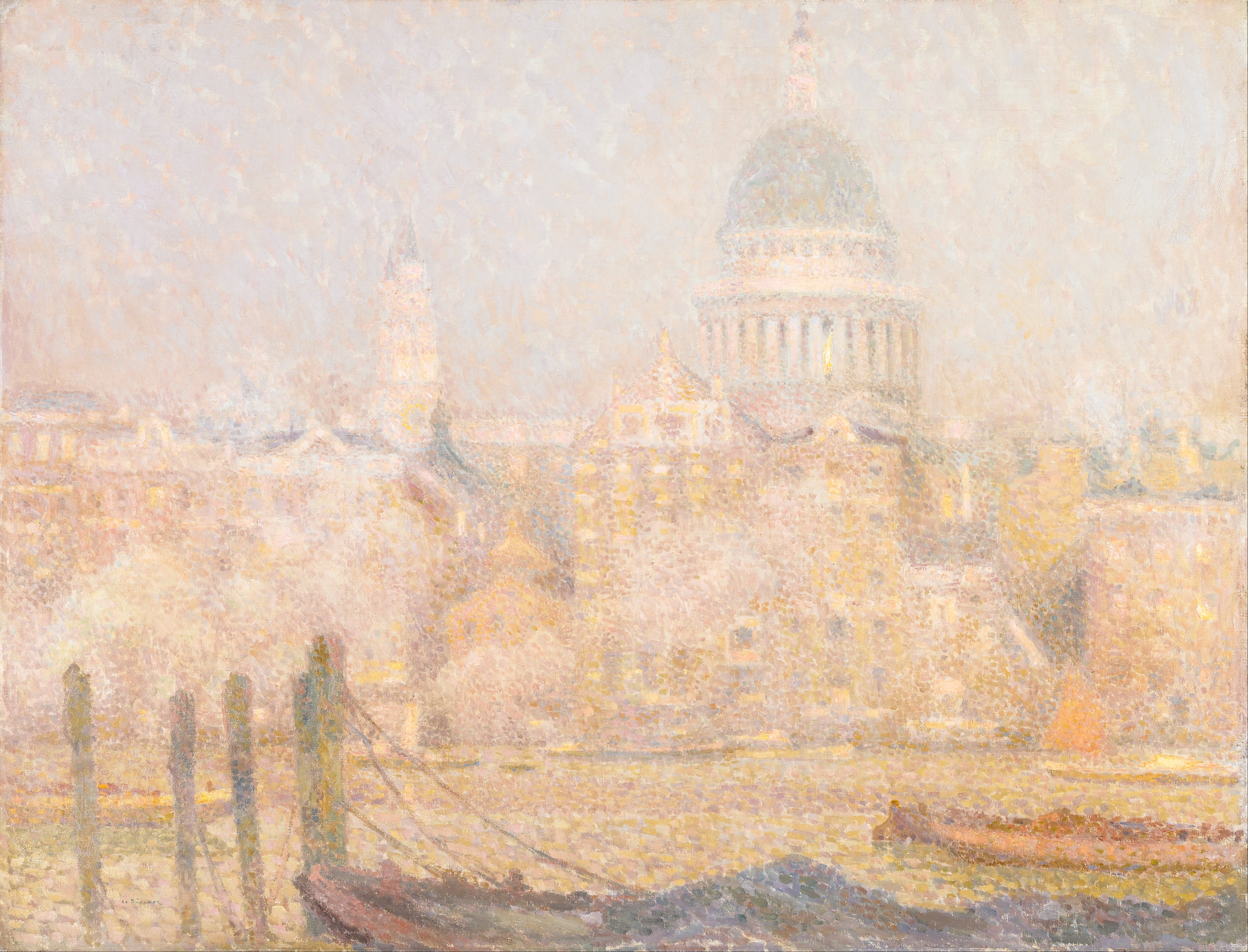
Henri Le Sidaner: St Paul’s Cathedral in London vom Fluss aus – Morgensonne im Winter. Zwischen 1906 und 1907. Walker Art Gallery, Liverpool.

Er leistete sich ausgedehnte Reisen nach London, New York, Rom und Venedig; aber auch künstlerisch reizvolle Gegenden in Frankreich (Küste der Normandie, Pyrenäen, Bretagne etc.) besuchte er wiederholt.
Zum Malen zog er sich immer wieder nach Gerberoy (Département Oise)  zurück.
1930 wurde Henri Le Sidaner als Nachfolger von Ernest Laurent in die Académie des Beaux-Arts gewählt. Seit 1929 war er Mitglied der Académie royale des Sciences, des Lettres et des Beaux-Arts de Belgique.

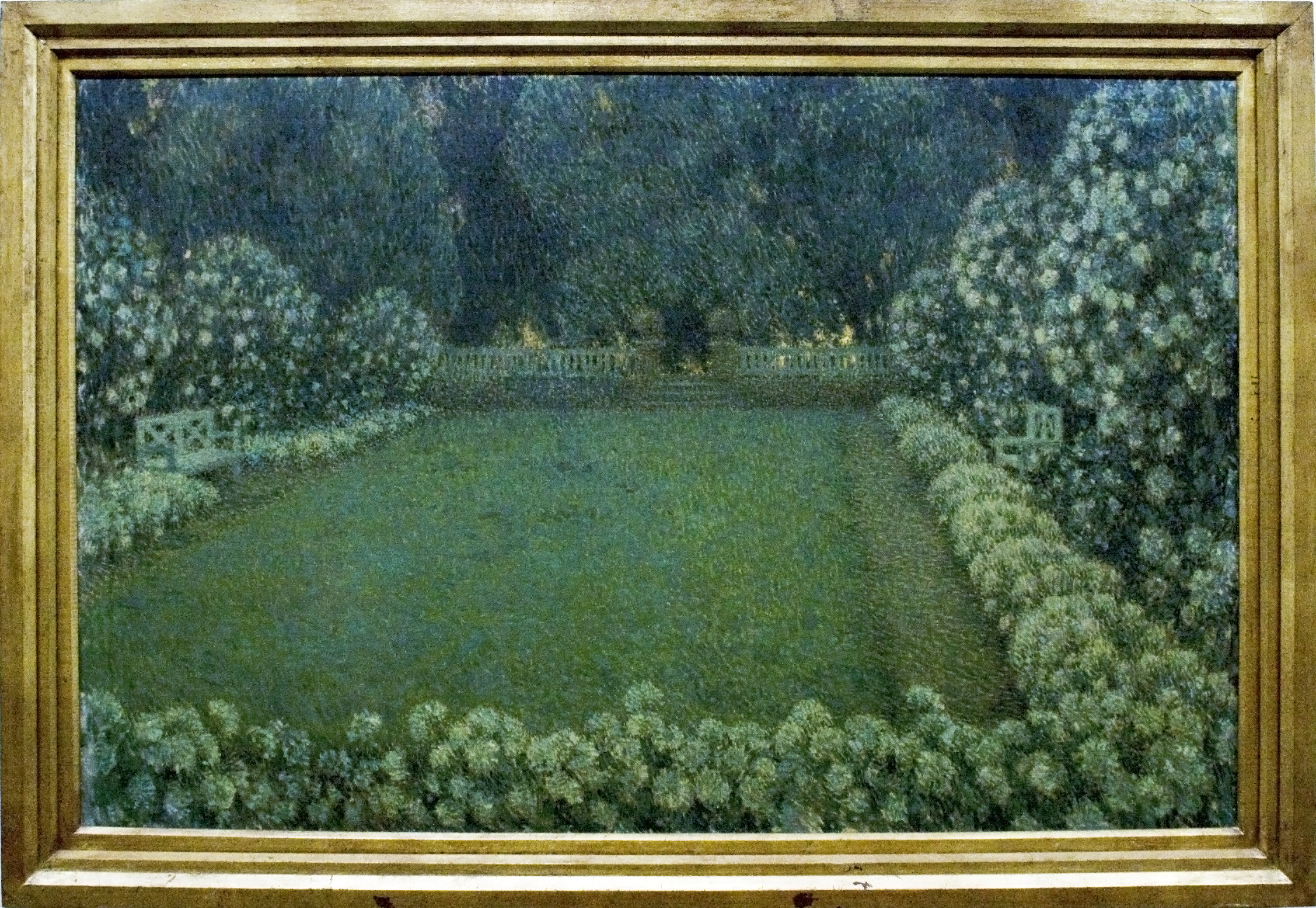
Henri Le Sidaner: Le jardin blanc au crépuscule (1912)

## Werke (Auswahl)
- Le jardin blanc au crépuscule
- La table dans L’interieur
- La barques au clair de lune
- Petite place au bord de l’eau
- La nappe rose
- La fenêtre du midi, Illefrance sur mer
- Le Palais gris
- Les pots de fleurs
- Roses

## Rezeption
Le Sidaner und sein künstlerisches Schaffen wurde bereits von Marcel Proust (mit einer gewissen Ironie) gewürdigt. Im vierten Band seines Werks Auf der Suche nach der verlorenen Zeit (Sodom und Gomorra) verwendet ein Sammler große Summen, um Werke Le Sidaners zu erwerben.